# Daniel Schreiber
Pour les articles homonymes, voir Schreiber.
Daniel Schreiber, né en 1977, est un écrivain et journaliste allemand.

## Biographie
Daniel Schreiber grandit dans la région de Mecklembourg-Poméranie-Occidentale. Après son baccalauréat en 1996, il étudie avec le soutien de la Studienstiftung des deutschen Volkes (Fondation universitaire du peuple allemand) et du programme Fulbright, à Berlin et à New-York, la littérature générale et comparée, les études slaves, la dramaturgie et le théâtre. Schreiber vit à Berlin.
Il vit six ans à New York où il écrit le livre Susan Sontag, Geist und Glamour, la première biographie complète[réf. nécessaire] de l'intellectuelle américaine, traduit en américain en 2014 sous le nom de Susan Sontag, A Biography.
En 2009, de retour à Berlin, il travaille pendant un an comme rédacteur pour le magazine d'art Monopol et se tourne ensuite vers le magazine politique Cicero, pour lequel il dirige le département culture jusqu'à fin 2012. Il écrit pour Die Zeit, Tagesspiegel, différents journaux comme Weltkunst, Du, Philosophie Magazin, Literaturen et Theater Heute, ainsi que pour la Deutschlandfunk Kultur (station de radio allemande), pour plusieurs magazines d'art et pour des recueils de textes. Il rédige la chronique mensuelle Nüchtern (sobre) pour le Tageszeitung. Il écrit également à tour de rôle avec l'auteure Tania Witte la chronique Andersrum ist auch nicht besser  dans le ZEITmagazin Online. En août 2014 paraît son livre Nüchtern. Über das Trinken und das Glück aux éditions Hanser à Berlin, ouvrage dans lequel il raconte sa propre histoire et confronte la vision allemande sur la boisson et la sobriété.
Une autre partie de sa vie est dévoilée dans son livre publié en février 2017 : Je suis né quelque part, où peut-on se sentir chez soi. Mêlant philosophie, sociologie et psychanalyse, Daniel Schreiber nous y fait part de ses états d'âmes sur la recherche et la définition du chez-soi notamment avec des philosophes comme Hannah Arendt, Didier Eribon ou Maggie Nelson.

## Récompenses
- 2006 : prix littéraire de Mannheim, 2e prix.

## Œuvres
- Susan Sontag. Geist und Glamour, Aufbau, Berlin 2007 (comme livre de poche en 2009),  (ISBN 978-3-7466-2519-5).
- Susan Sontag. A Biography, traduit de l'allemand par David Dollenmayer, Northwestern University Press, Chicago 2014,  (ISBN 978-0810125834).
- Nüchtern. Über das Trinken und das Glück, Hanser Berlin, Berlin, 2014,  (ISBN 978-3-446-24650-8).
- Zuhause. Die Suche nach dem Ort, an dem wir leben wollen, Hanser Berlin, Berlin, 2017,  (ISBN 978-3-446-25474-9), livre traduit en français Je suis né quelque part, où peut-on se sentir chez soi, Éditions autrement, 2019  (ISBN 978-2-746-74678-7)